# Lederskär (vid Ådön, Nagu)
Lederskär är en ö nära Knivskär i Nagu,  Finland. Den ligger i Skärgårdshavet i Pargas stad i landskapet Egentliga Finland, i den sydvästra delen av landet. Ön ligger omkring 5 kilometer väster om Knivskär, 19 kilometer söder om Nagu kyrka, 53 kilometer söder om Åbo och omkring 170 kilometer väster om Helsingfors. Närmaste allmänna förbindelse är förbindelsebryggan vid Knivskär som trafikeras av M/S Nordep.
Öns area är 5,2 hektar och dess största längd är 400 meter i nord-sydlig riktning. Ön höjer sig omkring 15 meter över havsytan.